# Han Indijanci
Han (Hankutchin) /u značenju "oni koji žive pored rijeke", engleski: those who dwell along the river/ su jedno od plemena Athapaskana, možda srodni Kutchin Indijancima. Često ih nazivaju i Han-kutchin. Pleme obitava u području istočne središnje Aljaske i susjednog dijela Yukona u Kanadi, odnosno između šezdeset-četvrte i šezdeset-šeste širine sjeverno.  Mooney je procijenio da ih je 1740. bilo oko 200. Hani se dijele na nekoliko grupa, to su Katshikotin ili Eagle Han, na rijeci Yukon. Druga grupa Takon (selo Nuklako) smještena je u području gdje se sastaju Klondike i Yukon. Njima možda treba priključiti i grupu Fetutlin kod ušća Fort Mile Creeka, nazivani i Tsitoklinotin. Kulturno pripadaju sub-arktičkim plemenima.
Han ekonomija temelji se na lososu. Tijekom ljeta Han Indijanci se okupljaju u velikim grupama duž rijeka da bi pripremili losos kojega suše i spremaju za zimu. Tijekom zimskih perioda dijele se na manje obiteljske grupe koje se bave lovom. Od korijena crnogoričnog drveta tamarack (Larix laricina) s utkanim bodljikama i dlakom dikobraza izrađuju košare koje služe za kuhanju, a u kojima se voda zagrijava ubacivanjem usijanog kamenja.
Dolaskom bijelaca život im se iz temelja promijenio. Danas većina živi u Dawson Cityju gdje se i dalje bave lovom na lososa ali i drugim biznisom. 

## Vanjske poveznice
- H Alaska Indian Villages, Towns and Settlements